# Richard N. Goodwin
Pour les articles homonymes, voir Goodwin et Richard Goodwin.
Richard Naradof Goodwin (né le 7 décembre 1931 à Boston (Massachusetts) et mort le 20 mai 2018 à Concord (Massachusetts)) est un écrivain américain mieux connu en tant que conseiller et rédacteur de discours des présidents Kennedy, Johnson et du sénateur Robert F. Kennedy.

## Biographie
Richard N. Goodwin est né à Boston dans le Massachusetts. Il est allé à la Brookline High School (en) et il est diplômé summa cum laude de l'université Tufts en 1953. Il a ensuite étudié à la Harvard Law School, diplômé summa cum laude en 1958 et rejoint le barreau dans l'État du Massachusetts la même année. Après un stage auprès du juge de la Cour suprême des États-Unis Felix Frankfurter en 1958, Richard N. Goodwin attire l'attention du sénateur John F. Kennedy en 1959 alors qu'il travaillait comme conseiller spécial pour la sous-commission de contrôle législatif de la Chambre américaine des représentants, où Richard N. Goodwin a été impliqué dans l'étude du Twenty-One (en) (qui servira d'histoire pour le film Quiz Show en 1994 dans lequel il est interprété par l'acteur Rob Morrow).
Richard N. Goodwin a rejoint l'équipe d'écriture des discours de Kennedy en 1959, et après l'élection présidentielle a servi de conseiller juridique spécial adjoint au président en 1961. Richard N. Goodwin a également été membre du Groupe de travail de Kennedy sur les affaires latino-américaines, et en 1961, a été nommé sous-secrétaire d'État adjoint pour les Affaires interaméricaines, un poste qu'il a occupé jusqu'en 1963. Comme l'un des spécialistes de Kennedy dans les affaires latino-américaines, Richard N. Goodwin a contribué au développement de l'Alliance pour le progrès, un programme de développement économique pour l'Amérique latine, et a rencontré secrètement Che Guevara en Uruguay en août 1961. De 1963 à 1964, Richard N. Goodwin a été secrétaire-général du Corps de la paix internationale et en 1964 devient l'assistant spécial du président Lyndon B. Johnson. Il a participé au programme législatif « The Great Society » de Johnson.
Richard N. Goodwin quitte la fonction publique en 1965, mais y retourne brièvement en 1968 pour rédiger des discours pour les candidats présidentiels Robert F. Kennedy, Eugene McCarthy et Edmund Muskie. Après avoir quitté le gouvernement, Richard N. Goodwin a servi comme Fellow dans la faculté du Centre pour les études avancées à l'université Wesleyenne de Middletown dans le Connecticut de 1965 à 1967 et comme professeur invité des affaires publiques à l'Institut de Technologie du Massachusetts en 1968. Après la mort du sénateur Kennedy, il se retira de la politique et est devenu un écrivain.
En agissant en tant que contributeur au Rolling Stone et The New Yorker, Richard N. Goodwin a publié de nombreux ouvrages, articles et pièces de théâtre. En 2003, le Yvonne Arnaud Theatre (en) à Guildford en Angleterre a produit son nouvel ouvrage La charnière du monde qui a pris comme sujet la querelle entre Galilée et le Vatican. Renommé Deux hommes de Florence (en référence à Galilée et son adversaire le pape Urbain VIII, qui, comme le cardinal Maffeo Barberini avait été le mentor de Galilée), la pièce a fait ses débuts américains au Théâtre de Huntington (en) de Boston en mars 2009.

### Vie privée
Richard N. Goodwin était marié à Sandra Leverant du 15 juin 1958 jusqu'à sa mort en 1972. 
En 1975, il a épousé Doris Kearns Goodwin avec laquelle il a eu trois enfants : Richard, Michael et Joseph.

## Ouvrages
- (en) Goodwin, Richard N., The Hinge of the World : In Which Professor Galileo Galilei, Chief Mathematician and Philosopher to His Serene Highness the Grand Duke of Tuscany, and His Holiness Urban VIII, New York, Farrar Straus & Giroux, 1998, 1re éd., 209 p. (ISBN 978-0-374-17002-8, OCLC 37854192, LCCN 97032893).
- (en) Goodwin, Richard N., Remembering America : A Voice From the Sixties, New York, HarperCollins, 1995, 1re éd., 552 p. (ISBN 978-0-06-097241-7, LCCN 89045093).
- (en) Goodwin, Richard N., Promises to Keep, New York, Random House, 1992, 1re éd. (ISBN 978-0-8129-2054-3, LCCN 92053674).